# Бурєнніков Юрій Анатолійович
Бурєнніков Юрій Анатолійович (нар. 16 січня 1949, Тиврів) — український науковець, перший проректор Вінницького національного технічного університету (1989—1997), декан факультету машинобудування та транспорту ВНТУ (1997—2019), кандидат технічних наук (1984), професор (1999), відмінник освіти України (2007), заслужений працівник освіти України (2009), дійсний член Транспортної академії України (2013), дійсний член Академії інженерних наук України.

## Життєпис
Юрій Анатолійович Бурєнніков народився 16 січня 1949 року в селищі міського типу Тиврів Вінницької області у сім'ї військовослужбовців. У 1966 році вступив до Вінницького філіалу Київського політехнічного інституту на машинобудівний факультет та отримав кваліфікацію інженера-механіка за спеціальністю «Технологія машинобудування, металорізальні верстати та інструменти» у 1971 році.

## Професійна діяльність
1971 — асистент кафедри технології машинобудування Вінницького філіалу КПІ
1977–1984  — заступник декана машинобудівного факультету
1984  — старший викладач кафедри технологій та автоматизації машинобудування
1984  — захистив кандидатську дисертацію в Київському політехнічному інституті (КПІ) на тему «Підвищення ефективності регульованих гідромеханізмів технологічних машин»
1985  — доцент кафедри технологій та автоматизації машинобудування
1986-1989  — голова профкому працівників Вінницького національного технічного університету (ВНТУ)
1988  — присвоєно вчене звання доцента
1989-1997  — проректор з навчальної роботи, перший проректор Вінницького національного технічного університету (ВНТУ)
1990-1997  — член комісій Міністерства освіти і науки України (МОНУ) з питань ступеневої освіти, член ради питань транспорту при міському голові в місті Вінниці
1993  — професор кафедри технологій та машинобудування
1996  — декан факультету магістерської підготовки
1997 — 2019 — декан факультету машинобудування та транспорту Вінницького національного технічного університету (ВНТУ)
1999  — рішенням Ученої ради Міжнародної кадрової академії присвоєно вчене звання професора технології і автоматизації машинобудування
2013  — підвищення кваліфікації в Казенному науково-виробничому об'єднанні «ФОРТ» (КНВО «ФОРТ») МВД України
2013  — рішенням Атестаційної колегії Міністерства освіти і науки України присвоєно вчене звання професора

## Звання та нагороди
1990 — відзнака Міністерства вищої та середньої спеціальної освіти СРСР «За успіхи в науково-дослідній роботі студентів»
2000 — диплом 3 ступеня лауреата Вінницької обласної Педагогічної премії за створення на факультеті нових перспективних спеціалізацій, розвиток комп'ютерної бази та навчально-виробничого центру інженерії металів і транспорту, впровадження прогресивних технологій навчання
2006 — Почесна грамота Вінницької обласної державної адміністрації за багаторічну сумлінну працю, особистий внесок у розвиток національної освіти, плідну наукову діяльність
2007 — нагороджений нагрудним знаком МОН України «Відмінник освіти України»
2008 — Почесна грамота Управління освіти і науки Вінницької обласної державної адміністрації за сумлінну, творчу працю, особисті досягнення у науково-дослідній роботі
2008 — Грамота Виконавчого комітету Вінницької міської ради за сумлінну і наполегливу працю в галузі автомобільного транспорту, високий професіоналізм, відданість справі, активну життєву позицію
2009 — Почесне звання Заслужений працівник освіти України
2009 — Почесна грамота за активну громадську позицію в сприянні Державтоінспекції Вінниччини у підвищенні рівня безпеки дорожнього руху на автошляхах області, пропагування Правил дорожнього руху, реалізацію профілактичних заходів, направлених на збереження життя і здоров'я людей
2010 — відзнака МВС України І ступеня «За співпрацю з підрозділами Державтоінспекції»
2010 — Почесна грамота Центрального комітету Профспілки працівників освіти і науки України за багаторічну сумлінну роботу в галузевій Профспілці щодо соціально-економічного захисту освітян.
2011 — Почесна грамота Міністерства регіонального розвитку та будівництва України за вагомий особистий внесок у забезпечення реалізації державної політики у галузі освіти, підготовку висококваліфікованих фахівців для машинобудівної і транспортної галузей України
2012 — Почесна грамота Вінницької обласної державної адміністрації та Вінницької обласної Ради за сумлінну працю в галузі освіти автомобільного транспорту, високий професіоналізм, відданість справі, активну життєву позицію
2012 — Грамота Виконавчого комітету Вінницької міської Ради за сумлінну і наполегливу працю в галузі автомобільного транспорту, високий професіоналізм, відданість справі, активну життєву позицію
2013 — Почесний нагрудний знак начальника Генштабу — Головнокомандувача ЗСУ «За заслуги перед Збройними силами України»
2015 — нагороджений орденом За заслуги ІІІ ступеня за значний особистий внесок у державне будівництво, консолідацію українського суспільства, соціально-економічний, науково-технічний, культурно-освітній розвиток України
2019 — Почесна грамота Вінницької обласної державної адміністрації та обласної Ради за багаторічну сумлінну працю, вагомий особистий внесок у розвиток освітянської галузі та з нагоди 70-річчя від дня народження
2019 — нагороджений медаллю «За вагомий внесок у розвиток міста» [Архівовано 22 лютого 2019 у Wayback Machine.]
2019 — нагороджений Почесною грамотою Кабінету Міністрів України
2023 — призначено довічну стипендію Кабінету Міністрів України за видатні заслуги у сфері вищої освіти.

## Наукова, педагогічна та навчально-методична робота
Основний напрям наукової роботи та діяльності — моделювання та синтез гідравлічних систем технологічних машин та мобільної техніки. В цьому напрямі опубліковано більше 120 наукових робіт. Разом з монографіями, навчальними посібниками — більше 140 робіт.
Є керівником науково-дослідної лабораторії «Борекс-гідравліка». Член редколегії наукового видання: «Bulletin of the polytechnik institute of Iasi (materials science and engineering section)». Член Міжнародних наукових комітетів наукових конгресів «International Congress in Material Science and Engineering», Iasi Romania. Академік Транспортної академії наук України, почесний професор Ясського університету Румунії.
Науковий керівник 18 держбюджетних і госпдоговірних науково-дослідних робіт.
У теперішній час є співкерівником держбюджетної науково-дослідної роботи «Моделі композиційних та суцільних матеріалів, як основа прогнозування ресурсу міцності і пластичності та їх застосування для розробки ресурсозберігаючих технологій». Співкерівник госпдоговірної роботи «Розробка рекомендацій по реалізації проекту розвитку маршрутної мережі пасажирського автомобільного транспорту м. Вінниця».
За розробки, які захищені авторськими свідоцтвами на винахід і патентами, нагороджений 7 дипломами і медалями міжнародних наукових виставок, м. Ясси (Румунія) — 2 золотих медалі, м. Будапешт (Угорщина) — срібна медаль.

## Розробки
- Система гідроприводів для мобільної техніки

- Система керування і конструкція автоматичниого комбінованого регулятора подачі та потужності аксіально-поршневого регульованого насоса

## Наукові публікації
- Керування регульованих насосів в гідроприводах, чутливих до навантаження [Архівовано 2 лютого 2019 у Wayback Machine.] : монографія / С. В. Репінський, Л. Г. Козлов, Ю. А. Бурєнніков ; ВНТУ. — Вінниця : ВНТУ, 2016. — 200 с.
- Мультирежимний LS-гідропривод на базі пропорційного гідророзподільника [Архівовано 28 січня 2019 у Wayback Machine.] : монографія / Ю. А. Бурєнніков, Л. Г. Козлов, О. В. Петров ; ВНТУ. — Вінниця : ВНТУ, 2012. — 152 с.
- Ресурс пластичності металів при поперечному видавлюванні з протитиском : монографія / К. І. Коцюбівська, Ю. А. Бурєнніков, І. О. Сивак ; ВНТУ. — Вінниця : ВНТУ, 2011. — 156 с.
- Автоматизація технічної підготовки виробництва : навчальний посібник / П. М. Павленко, Є. І. Яблочніков, Ю. А. Бурєнніков, Л. Г. Козлов ; ВНТУ. — Вінниця : ВНТУ, 2006. — 114 с.
- Автомобілі: робочі процеси та основи розрахунку : навчальний посібник / Ю. А. Бурєнніков, А. А. Кашканов, В. М. Ребедайло ; МОНМС України. — Вінниця : ВНТУ, 2013. — 283 с.
- Гідравліка, гідро- та пневмоприводи : навчальний посібник / Ю. А. Бурєнніков, І. А. Немировський, Л. Г. Козлов ; МОНМС України, ВНТУ. — Вінниця : ВНТУ, 2013. — 273 с.
- Гідравліка, гідро- та пневмоприводи: курсове проектування для студентів напрямів підготовки 6.050502 — «Інженерна механіка», 6.050503 — «Машинобудування» [Архівовано 2 лютого 2019 у Wayback Machine.] : навчальний посібник / Ю. А. Бурєнніков, Л. Г. Козлов, В. П. Пурдик, С. В. Репінський ; ВНТУ. — Вінниця, 2014. — 238 с.
- Гідравліка, гідро- та пневмоприводи, гідропневмоавтоматика: лабораторний практикум [Архівовано 2 лютого 2019 у Wayback Machine.] / Ю. А. Бурєнніков, О. В. Дерібо, Л. Г. Козлов [та ін.] ; ВНТУ. — Вінниця : ВНТУ, 2016. — 100 с.
- Нові матеріали та композити : навчальний посібник [Архівовано 2 лютого 2019 у Wayback Machine.] / Ю. А. Бурєнніков, І. О. Сивак, С. І. Сухоруков ; ВНТУ. — Вінниця : ВНТУ, 2013. — 158 с.
- Робота в графічних редакторах КОМПАС-ГРАФІК та T-FLEX CAD : навчальний посібник / Л. Г. Козлов, А. М. Бурєнніков, А. М. Смеречинський, А. С. Хапокниш ; МОН України. — Вінниця : ВНТУ, 2003. — 94 с.
- Рухомий склад автомобільного транспорту: робочі процеси та елементи розрахунку : навчальний посібник / Ю. А. Бурєнніков, А. А. Кашканов, В. М. Ребедайло ; ВНТУ. — Вінниця : ВНТУ, 2009. — 267 с.
- Система автоматизованого проектування технологічних процесів «Компас ТМ» : навчальний посібник / уклад.: Ю. А. Бурєнніков, М. І. Іванов, О. М. Переяславський, Ж. П. Дусанюк, Н. С. Семичаснова, В. І. Савуляк. — Вінниця : ВДТУ, 1998. — 77 с.
- Технологічні основи машинобудування: самостійна та індивідуальна робота студентів : навчальний посібник [Архівовано 28 січня 2019 у Wayback Machine.] / Ю. А. Бурєнніков, Д. О. Лозінський ; ВНТУ. — Вінниця : ВНТУ, 2018. — 105 с.